# Собор святих сімдесяти апостолів Христових
Собор святих сімдесяти апостолів Христових — відповідно до християнських вірувань це обрання Христом 70 апостолів, щоб послати їх на проповідь. «Після цих явив Господь і інших сімдесят, і послав їх по двоє перед Собою». Дванадцять-бо при Собі мав як свідків життя Свого, сімдесят же посилав.
| Після того призначив Господь і інших Сімдесят, і послав їх по двох перед Себе до кожного міста та місця, куди Сам мав іти. І промовив до них: Хоч жниво велике, та робітників мало; тож благайте Господаря жнива, щоб робітників вислав на жниво Своє.. (Лк. 10:1–2) |

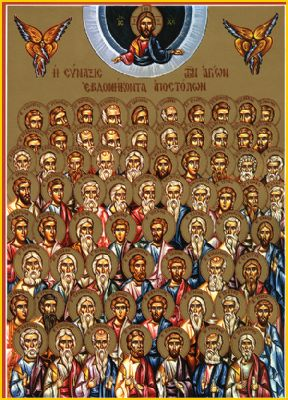
Ікона «Собор сімдесяти апостолів»

Обрання цих учнів відбулося після третьої Пасхи Ісуса в Єрусалимі, тобто в останній рік його земного життя. Після обрання Ісус дає сімдесяти апостолам настанови, схожі з тими, що дав своїм дванадцяти апостолам (Мт. 10 і Лк. 10:3-24).
Число 70 має символічне значення, пов'язане з Старим Заповітом. Так книга Буття повідомляє про 70 народів, які вийшли з чресел дітей Ноя, а в книзі Числа Мойсей зібрав 
| сімдесятеро чоловіка зо старших народу, і поставив їх навколо скинії. (Чис 11:24) |
Які ж були імена тих сімдесятьох, не є цілком відомо, бо, як же пише святий євангеліст Іван: «Багато учнів Його відійшло назад і більше не ходили з Ним. Сказав Ісус дванадцятьом: «Чи не хочете і ви відійти?» І було так, що перед наближенням добровільного страждання Господнього зменшилося вельми учнів Його і заледве хто із сімдесятьох залишився при Ньому, але і з дванадцятьох один відпав. Після воскресіння ж Господнього лик святих дванадцяти апостолів Матфієм доповнився, сімдесяти ж лик не зразу, але помалу наповнився новонаверненими через Добру новину від тих, що були з лику дванадцятьох, і через проповідь Павла святого, зверху покликаного у той же лик, наче в один дух первинний, з Петром святим співверховника. Можна знайти про сімдесятьох апостолів розповідь, під іменем святого священномученка Дорофея, єпископа Тирського, написану, і на початку книги Послань апостольських надруковану, також і в Пролозі згадану, але там написані є деякі такі, що хіба спершу лише апостольствували, потім же від віри і апостольства відійшли, як от Миколай, що прийшов з Антіохії, який був із семи дияконів, котрі зі Симоном-волхвом відвернулися від віри, також Фігель, Єрмоген і Димас, про них же пише Павло святий до Тимофія: «Ти знаєш оце, що відвернулись від мене всі в Азії, а між ними Фігель і Гермоген». І знову: «Димас мене залишив, полюбивши нинішній вік». Став-бо пізніше жерцем ідольським в Солуні. Про них пише і святий Іоанн Богослов у Посланні своєму соборному першому: «Від нас вийшли, але не були з нас, якщо б від нас були, перебували б з нами». І не випадає таких серед святих сімдесяти під час нинішнього свята собору вшановувати. Що-бо є спільне у світла з темрявою? Багатьох же в тому сказанні мовчання оминуло, їх же Церква свята у місяцеслові святими зі сімдесятьох апостолів іменуючи, вшановує, як же Тимофій, Тит, Єпафрас, Архип, Ахила, Олімп, Кодрат, Ахаїк. Є ще інших багато в тому сказанні сумнівному, під іменем святого Дорофея написаному кимось. Через те і поза тим, хоч і не зовсім відкинувши сказання, але часто використовуючи, поєднавши з ретельним розглядом Божественного Писання, передань святих Отців і давніх істориків та оповідачів церковних достовірних, перелік за іменами і за чинами святих апостолів сімдесятьох, що цього дня святкуємо, такий.

## Походження списку апостолів

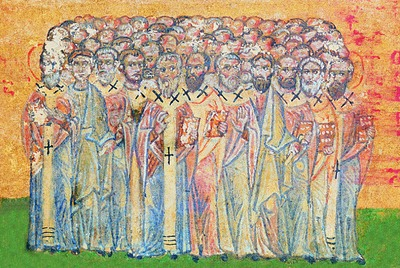
Собор 70 апостолів (мініатюра з греко-грузинського рукопису, XV століття)

Більшість імен апостолів від сімдесяти відсутні в Новому Завіті і відомі з Святого Передання. Виняток становлять імена перших семи дияконів, обраних дванадцятьма апостолами (Дії 6:1–6), і імена апостолів від сімдесяти, зазначені в апостольських посланнях. Проте ніде вони прямо не називаються апостолами. Їх списки складалися через кілька століть після євангельських подій і у різних авторів відрізняються: 
|  | кая же бяху имена тех седмидесяти, не весьма есть известно… |

 Як пише Євсевій, єпископ Кесарії Палестинської:
|  | Імена апостолів Спасителя відомі з Євангелій кожному; списку сімдесяти учнів ніякого ніде немає... Подумавши, ти побачиш, що у Христа було більше сімдесяти учнів. |

Імена сімдесяти апостолів в Новому Завіті не названі. Список сімдесяти апостолів, що приводиться в православному місяцеслові, був складений в V–VI століттях і його достовірність викликає сумнів. До сімдесяти апостолам переказ відносить євангелістів Марка та Луку, а також до лику «сімдесяти апостолів» були зараховані багато, навернені пізніше (в основному, учні апостола Павла) за їхні великі місіонерські праці.
Багато хто з осіб, включених до списку апостолів від сімдесяти не входять до числа 70 учнів, яких безпосередньо обрав Ісус, так як їх імена вперше згадуються в пізніших книгах Нового Завіту (наприклад, про звернення Варнави повідомляє книга Дій (Дії 4:36–37), Аполлос прийшов з Александрії під час подорожей апостола Павла (Дії 18:24–25), Онисима навернув до християнства апостол Павло (Филим. 1:10) та ін.). Ототожнення їх з 70 учнями, обраними Христом означає, що церква бачила в їх служінні продовження тієї місії, на яку Ісус направив 12 і 70 апостолів.

## Список сімдесяти апостолів
Основні варіанти:
| № за Четьями- мінеями | № за Доро- феєм | № за Діо- нісієм     | Ім'я                                                         | Опис в «Ермінії» Діонісія                              | Регіон проповіді                   |
| --------------------- | --------------- | -------------------- | ------------------------------------------------------------ | ------------------------------------------------------ | ---------------------------------- |
| 35                    | 31              | 06                   | Агав                                                         | старець з роздвоєною бородою                           | Антіохія Сирійська                 |
| 68                    | -               | 64                   | Акила                                                        | старець з бородою, розділеною на п'ять пасом           | Ефес                               |
| 29                    | 20              | 57                   | Амплій                                                       | молодий, з бородою ледь видимою                        | Ізраїль                            |
| 09                    | 04              | 07                   | Ананія (Ананій)                                              | старець з довгою бородою                               | Дамаск, Єлевферополь               |
| 27                    | 19              | 04                   | Андронік                                                     | молодий, не мав бороди                                 | Сірмія Паннонська                  |
| 32                    | 23              | 56                   | Апеллой (Апелла, Апеллес)                                    | молодий, з короткою бородою                            | Іраклія фракійська                 |
| 56                    | 47 27           | 36                   | Аполлос єпископ в Кесарії (Аполлон) Аполлос єпископ у Смирні | старець з широкою бородою                              | Коринф, Ахайя                      |
| 63                    | 62 66           | 30                   | Аристарх єпископ в Амасії Аристарх інший                     | старець кучерявий                                      | Апамея, Рим                        |
| 33                    | 28              | 46                   | Арістовул                                                    | старець                                                | Велика Британія                    |
| 67                    | 55              | 51                   | Арфема (Артема, Артем)                                       | молодий, із загостреною бородою                        | Крит                               |
| 21                    | -               | -                    | Архип                                                        |                                                        | Лаодикія та Фригія                 |
| 37                    | 33              | 35                   | Асінкріт                                                     | старець з бородою, розділеною на три пасма             | Мала Азія                          |
| 70                    | -               | 63                   | Ахаїк                                                        | старець з довгою бородою                               |                                    |
| 06                    | 12              | 66                   | Варнава (Йосія)                                              | з сивиною у довгій бороді                              | Кіпр                               |
| 43                    | 39              | 23 33                | Гай (Гай)                                                    | старець з довгою бородою старець з загостреним бородою | Ефес                               |
| 71                    | -               | -                    | Діонісій Ареопагіт                                           |                                                        | Галлія                             |
| 52                    | 61              | 44                   | Еводій                                                       | молодий, з бородою ледь видимою                        | Антіохія Сирійська                 |
| 20                    | -               | -                    | Епафрас                                                      |                                                        | Колоси, Лаодикія, Єраполь          |
| 58                    | 51              | 68                   | Епафродіт                                                    | молодий, без бороди                                    | Андріани, Фракія, Італія           |
| 26                    | 18              | 62                   | Епенет                                                       | молодий, з бородою, розділеною на три пасма            | Коринф, Ахайя                      |
| 50                    | 46              | 41                   | Ераст                                                        | молодий, із закрученою бородою                         | Ізраїль, Асія                      |
| 39                    | 37              | 19                   | Єрма (ЕРМ)                                                   | молодий, з бородою ледь видимою                        | Філіппи/Болгарія                   |
| 41                    | 35              | 34                   | Єрмінь (Ермій)                                               | старець з довго-широкою бородою                        | Далмація                           |
| 62                    | 64              | 29                   | Зіна                                                         | з сивиною в бороді круглої                             | Крит, Лод                          |
| 01                    | 01              | 01                   | Яків брат Господній                                          | старець з довгою бородою                               | Єрусалим                           |
| 46                    | 43              | 22                   | Ясон                                                         | молодий, з бородою ледь видимою                        | Керкіра                            |
| 07                    | 54              | 39                   | Ісус-Іуст (Йосія, Йосип, Варсави)                            | старець з загостреним бородою                          | Єлевферополь                       |
| 34                    | 30 41           | 50 54                | Іродіон (Родіон)                                             | старець молодий                                        | Патри                              |
| 59                    | 60              | 43                   | Карпо                                                        | старець з роздвоєною бородою                           | Верія                              |
| 04                    | 02              | 03                   | Клеопа, брат св. Йосипа Обручника                            | старець з загостреним бородою                          |                                    |
| 54                    | 56              | 38                   | Климент                                                      | старець з короткою бородою                             | Рим                                |
| 60                    | -               | -                    | Кодрат                                                       |                                                        | Афіни/Магнезія                     |
| 24 25                 | 17              | 69                   | Крискент (Криски) Крисп                                      | старець з гостроверхій бородою                         | Галатія/Галія                      |
| 51                    | 59              | 40                   | Куарт                                                        | з сивиною у довгій бороді                              | Бейрут                             |
| 42                    | 38              | 15                   | Лін                                                          | молодий, з круглою бородою                             | Рим                                |
| 03                    | 15              | 55                   | Лука                                                         | старець з довгою бородою                               | Друга подорож з ап. Павлом; Греція |
| 45                    | 42              | 65                   | Лукій                                                        | молодий, без бороди                                    | Лаодикія                           |
| 02                    | 13              | -                    | Марко                                                        |                                                        | Рим, Александрія                   |
| 66                    | 53              | 31                   | Марк                                                         | молодий, без бороди                                    |                                    |
| 61                    | 63              | -                    | Марк-Іоан, племінник Варнави                                 |                                                        | Вавилон                            |
| 31                    | 29              | 26                   | Нарцис                                                       | молодий, з бородою ледь видимою                        | Афіни                              |
| 13                    | 08              | 10                   | Никанор                                                      | молодий, з бородою ледь видимою                        | Єрусалим                           |
| 48                    | -               | 53                   | Олімпас (Олімпіяна, Олімп)                                   | старець                                                | Рим                                |
| 19                    | 69              | -                    | Онисим                                                       |                                                        | Візантія                           |
| 53                    | 57              | 42                   | Онісіфор                                                     | старець                                                | Колофон, Коринф                    |
| 15                    | 10              | 70                   | Пармен                                                       | молодий                                                | Македонія                          |
| 40                    | 36              | 58                   | Патров (Патровасій)                                          | молодий, із закрученою бородою                         | Неаполь, Поццуолі                  |
| 12                    | 07              | 09                   | Прохор                                                       | старець, з сивиною в бороді роздвоєною                 | Нікомедія, Антіохія                |
| 64                    | 67              | 49                   | Пуд                                                          | з бородою ледь видимою                                 | Рим                                |
|                       |                 | Родіон — див Іродіон |                                                              |                                                        |                                    |
| 36                    | 32              | 13                   | Руф                                                          | з сивиною у широкій бороді                             | Фіви (Греція)                      |
| 22                    | 14              | 32                   | Сила                                                         | молодий, з бородою ледь видимою                        | Сирія, Македонія, Коринф           |
| 23                    | 16              | 05                   | Силуан                                                       | старець лисий з короткою бородою                       | Фессалоніки                        |
| 05                    | (02)            | 48                   | Симеон родич Господній (у Дорофея ототожнений з Клеопа, см)  | маститий старець                                       | Абхазія                            |
| 72                    | -               | -                    | Симеон Нігер                                                 |                                                        | Єрусалим                           |
| 47                    | 44              | 21                   | Сосипатр                                                     | молодий, з круглою бородою                             | Ікони                              |
| 55                    | 49              | 14                   | Состен                                                       | старець лисий, з довгою бородою                        | Колофон                            |
| 28                    | 22              | 16                   | Стахій                                                       | молодий, із загостреною бородою                        | Візантія                           |
| 10                    | 05              | 17                   | Стефан першомученик                                          | молодий, без бороди                                    | Єрусалим                           |
| 49                    | 45              | 60                   | Тертій                                                       | старець лисий, з роздвоєною бородою                    | Ікони                              |
| 14                    | 09              | 18                   | Тімон                                                        | з сивиною в бороді закрученої                          | Верія, Коринф/Аравія               |
| 16                    | -               | -                    | Тимофій                                                      |                                                        | Ефес                               |
| 17                    | -               | 59                   | Тит                                                          | молодий, без бороди                                    | Крит                               |
| 57                    | 50 58           | 24 47                | Тихик єпископ в Колофон Тихик єпископ у Халкідоні            | молодий, без бороди молодий, з бородою ледь видимою    | Халкедон/Колофон                   |
| 65                    | 68              | 27                   | Трохим                                                       | з сивиною у довгій бороді                              | Рим/Арль                           |
| 30                    | 21              | 45                   | Урван                                                        | молодий, з довгою бородою                              | Македонія                          |
| 08                    | 03              | 61                   | Тадей                                                        | з сивиною у широкій бороді                             | Сирія, Месопотамія, Вірменія       |
| 18                    | 65              | 25                   | Филимон                                                      | старець, з густою, пухнастою бородою                   | Газа/Колоси                        |
| 11                    | 06              | 08                   | Пилип                                                        | молодий, з бородою ледь видимою                        | Азот, Кесарія, Траллеса            |
| 44                    | 40              | 52                   | Філолог                                                      | з сивиною у короткій бороді                            | Синоп/Рим                          |
| 38                    | 34              | 20                   | Флегон                                                       | молодий, без бороди                                    | Марафон Фригійський                |
| 69                    | 70              | 67                   | Фортунат                                                     | старець з круглою бородою                              | Коринф                             |

Окрім того в «Четьях-Мінеях» (складених митрополитом Димитрієм Ростовським) згадані без номерів: Антипа, Аристион, Гамаліїл, Димитрій, Закхей, Ігнатій Богоносець, Єрофей, Йосип із Ариматеї, Корнилій, Лазар, Лонгин сотник, Максимін, Мнасон Кіпрянін, Никодим, Полікарп і безіменний євнух цариці Кандакії (апостол ефіопської). З іншого боку, список Димитрія усуває деяку плутанину в стародавніх джерелах (на кшталт згадки однієї особи двічі під різними іменами, і, навпаки, «склеювань» різних персонажів); понад те, не включені наступні:
| № за Дорофеєм | № за Діонісієм | Ім'я                                               | Опис в «Єрмініях» Діонісія      | Пояснення відсутності в «Четьях-Мінеях»                     |
| ------------- | -------------- | -------------------------------------------------- | ------------------------------- | ----------------------------------------------------------- |
| 26            | -              | Дімас                                              |                                 | «цей вік полюбивши», став жерцем ідольським в Солуні        |
| 25            | -              | Єрмоген                                            |                                 | від віри і апостольства відпав                              |
| -             | 11             | Яків Алфеїв                                        | молодий, із загостреною бородою | апостол з 12                                                |
| -             | 12             | Юда Яковів, брат Господній (Тадей, Лівіше, Леввей) | молодий, з бородою ледь видимою | апостол з 12                                                |
| 52            | 28             | Кесар                                              | молодий, без бороди             | виник через непорозуміння зі згадки «будинку кесаря» в Римі |
| 48            | 37             | Кіфа                                               | молодий, з бородою ледь видимою | з'явився через непорозуміння: це інше ім'я апостола Петра   |
| -             | 02             | Матвій                                             | старець з круглою бородою       | був з 70, але зараховано до 11 замість Юди                  |
| 11            | -              | Миколай пришелець Антіохійський                    |                                 | ухилився від віри з Симоном Волхвом                         |
| 24            | -              | Фігелл                                             |                                 | від віри і апостольства відпав                              |

## Собор Апостолів від сімдесяти
Соборна пам'ять сімдесяти апостолів відбувається в східних церквах 4 січня. Кожен із сімдесяти апостолів має також і окремі дні пам'яті. У стародавніх місяцесловах це святкування зустрічається рідко. У грецьких Мінеях чергування на це свято містить канон 4-го голосу з акростихом «Χριστοῦ μαθητὰς δευτέρους ἐπαινέσω» (хвалитиму других учнів Христа), кондак та светилен.

## 70 апостолів
1. Першим із сімдесятьох апостолів був святий ЯКІВ, брат Господній, його ж святий апостол Павло в Посланні до Галатів згадує, кажучи: «пішов я до Єрусалиму побачити Петра і пробув у нього днів п'ятнадцять. Іншого з апостолів не бачив нікого, тільки Якова, брата Господнього». Він був першим єпископом Єрусалиму, поставлений самим Господом. Коли ж проповідував Христа з крила церковного, юдеями був скинений і, в зранений камінням, вдарений палицею у голову, помер.
2. МАРК, святий євангеліст, який написав Євангеліє Святе. Розповідає про нього святий апостол Петро, який же і згадує в Посланні соборному першому, говорячи: «Вітає вас у Вавилоні зібрана [церква] і Марк, син мій». Він цим же Петром святим поставлений був єпископом в Александрії, де ж ідолопоклонники мотуззям його зв'язали, і, по камінні волочений і розбитий, Господу, Який явився йому і до слави небесної кликав, дух свій передав.
3. ЛУКА, святий євангеліст, який написав Євангеліє Святе. Розповідає про нього святий апостол Павло, він же і згадує в Посланні до колосян, говорячи: «Вітає вас Лука, лікар улюблений». Той же і Діяння апостольські описав і по великих трудах апостольство своє страдницьки закінчив в Ахайї..
4. КЛЕОПА святий, молодший брат святого Йосифа Обручника, який, до Емаусу подорожуючи зі святим Лукою [який згадує його у своєму Євангелії, своє ж ім'я замовчуючи], Господа після воскресіння бачив. І за якийсь час у тому ж домі, де в переломленні хліба пізнав Христа Воскреслого, за свідчення Христа юдеями убитий.
5. СИМЕОН святий, родич Господній, після Якова був другим єпископом в Єрусалимі і за розп'ятого Христа розп'ятий помер.
6. ВАРНАВА святий, названий так апостолами, а перед тим був Йосифом. Згаданий у Діяннях апостольських і в Посланні святого Павла до Галатів: «Я знову [говорить апостол Павло] до Єрусалиму з Варнавою». Він з тим же Павлом святим послужив Слову і спершу Христа проповідував у Римі, тоді поставлений був єпископом у Медіолані. На батьківщині своїй, острові Кіпрі, юдеями й еллінами побитий камінням, помер і похований з переписаним ним Євангелієм святого Матфея.
7. ІОСІЯ святий, або Йосив, названий Варсавою і Юстом, співжеребник Матфія після зради Юди, згадуваний у Діяннях апостолів, що Павло святий у Посланні до Колосян говорить: «Також Ісус, прозваний Юстом». Розповідають учителі Церкви: цей Іосія був сином Йосифа-Обручника, так, як Яків, і Симон, і Юда не Іскаріот. І був єпископом в Єлевферополі, де страдницьки й помер.
8. ФАДЕЙ[3] був спочаткуучнем святого Іоанна Предтечі, а потім Христа Його слід відрізняти від святого апостола Юди Фаддея, або Левія, одного з дванадцяти. Хрестив Едеського князя Авагара і від прокази його очистив. По багатьох в благовісті Христовому трудах у Бериті, граді фінікійськім, спочив у Господі.
9. АНАНІЯ святий, який хрестив Павла-апостола. У Дамаску був єпископом. У Єлевферополі закінчив своє святе життя, де за наказом Лукіана-ігемона його побито камінням.
10. СТЕФАН святий, першомученик, архідиякон, юдеями побитий камінням, відійшов до Господа Ісуса Христа. Незадовго до смерті він удостоївся бачити відкриті небеса і Господа Ісуса в образі Сина Людського, Який сидить праворуч Бога Отця.
11. ФИЛИП святий, один зі сімох дияконів, хрестив Симона-волхва в Самарії і євнуха Кандакії, був єпископом у Траллії Азійській і, багатьох вірою просвітивши, у старості глибокій на життя без старости перейшов.
12. ПРОХОР святий, один зі сімох дияконів, супутник святого Іоанна Богослова і трудів його спільник. У Нікомидії, граді Віфинійському, спершу був єпископом, тоді, в Антіохії проповідуючи Христа, мученипьки помер.
13. НИКАНОР святий, один зі сімох дияконів. У той же день, коли камінням побитий був першомученик Стефан, за написаним у Діяннях апостольських, було того дня гоніння велике на церкву Єрусалимську, вбитий був з двома тисячами віруючих у Христа.
14. ТИМОН святий, один зі сімох дияконів, єпископом був града Бостра, краю Аравійського, і, проповідуючи ім'я Христове, багато від юдеїв та еллінів постраждав і в піч розжарену вкинутий був, але, неушкоджений вийшовши, до Господа відійшов.
15. ПАРМЕН святий, один зі сімох дияконів, здійснюючи доручене йому від апостолів служіння у проповіді, сповненій віри, на очах апостолів помер мученицькою смертю.
16. ТИМОФІЙ святий трудився у благовісті зі святим Павлом, до нього ж два послання Павло святий написав, був єпископом в Ефесі.
17. ТИТ святий, також трудився у благовісті з Павлом святим, до нього ж і Послання Павло святий написав. Був єпископом Гортинським на Криті.
18. ФИЛИМОН святий, до нього ж Павло святий особисте Послання написав, був єпископом у Газі.
19. ОНИСИМ святий, про нього ж Павло святий пише до Филимона. Проповідував християнство в Іспанії, Греції і Малій Азії. Помер як мученик невдовзі після кончини святого Ігнатія Богоносця, побитий камінням в Римі.
20. ЕПАФРАС святий, його ж Павло святий у тому ж Посланні до Филимона згадує, говорячи: «Вітає тебе Епафрас, співв'язень мій у Христі Ісусі». Був єпископом у Колосах, разом же і Лаодикійської церкви, і Ієрапольської. З Павлом же святим був у Римі в ув'язненні, звідки ж Павло, пишучи # Колосян, говорить: «Вітає вас Епафрас, ваш, раб Ісуса Христа, який завжди дбає за вас у молитвах, щоб ви були довершені і сповнені всім, щоугодне Богові. Свідчу про нього, що він має велику ревність і вболіває за вас і за тих, що в Лаодикії і Ієраполі».
21. АРХИП святий, згадуваний у тому ж Посланні до Филимона, був після святого Епафраса [якого тримали у Римі в путах] єпископом в Колосах, до нього ж пише Павло святий, говорячи: «Скажіть Архипові: гляди, щоб ти виконав служіння, яке ти прийняв у Господі.»
22. СИЛА святий, який зі святим апостолом Павлом слово Боже проповідував і з ним багато перетерпів страждань, рани ж і темницю. Про нього ж сказано в Діяннях апостольських: «Павло ж, вибравши Силу, пішов… утверджуючи церкви». Єпископом був у Коринфі і досить у проповіді Божого слова потрудився. Знамення ж і чуда зробивши, до Господа відійшов.
23. СИЛУАН святий, його ж згадує Петро святий у Посланні своєму соборному так: «Через Силуана, вірного брата, написав». Також і Павло святий у другому Посланні до Коринф'ян: «Божий Син, Ісус Христос, що Його ми вам проповідували, я і Силуан». Він із Павлом святим слово Боже проповідував і в Солуні був єпископом. Багато ж бід перетерпівши під час подвигів своїх, в утвердженні святої віри Христової, відійшов до Подвигоположника Христа.
24. КРИСКЕНТ святий, його ж згадує Павло святий у Другому Посланні своєму до Тимофія, говорячи: «Крискент в Галатію посланий мною тобто на проповідь». Він був єпископом у Галатії, тоді в Галії Христа проповідував, і у Вієні, граді Галійському, Захарію, учня свого, єпископом поставивши, знову повернувся в Галатію і помер як мученик у царювання Траянове.
25. КРИСП святий, його ж згадують Діяння апостольські так: «Крисп, начальник синагоги, увірував в Господа зі всім домом своїм». Про нього ж і Павло святий в Посланні до Коринф'ян говорить, що Криспа хрестив. Був єпископом на острові Егіна, що прилягав до Пелопонеса, між морями Егейським та Іонійським.
26. ЕПЕНЕТ святий, його ж Павло святий у Посланні до Римлян згадує, говорячи: «Вітайте Епенета, улюбленого мого, який є первістком Ахаії для Христа». Був єпископом у Карфагені.
27. АНДРОНІК святий, його ж у тому самому Посланні Павло святий згадує: «Вітайте Андроніка», говорячи і називаючи його родичем і співв'язнем своїм. Визначний серед апостолів, які швидше від Павла повірили в Христа, був єпископом в Паннонії.
28. СТАХІЙ святий, його ж Павло святий у тому самому Посланні згадує. «Вітайте, — каже, — і Стахія, любого мені». Був поставлений через святого апостола Андрія Первозванного в Арґирополі першим візантійським єпископом.
29. АМПЛІЙ святий, його ж Павло святий у тому самому Посланні згадує, говорячи: «Вітайте Амплія, любого мені в Господі». Був єпископом, проповідуючи Христа в Діосполі і в Одисі-граді, і там, від еллінів убитий, помер.
30. УРБАН святий, його ж у тому самому Посланні Павло святий задує, говорячи: «Вітайте Урбана, співробітника нашого в Христі». Був єпископом у Македонії і мученицькою смертю помер.
31. НАРКИС святий, його ж у тому самому Посланні згадує Павло святий, кажучи: «Вітайте домашніх Наркиса, тих що в Господі». Був єпископом в Афінах.
32. АПЕЛІЙ святий, його у тому самому Посланні згадує Павло святий, говорячи: «Вітайте Апелія, випробуваного в Христі». Був єпископом міста Смирни, знаменитого торговельного центру Іонії, на східному березі Егейського моря, одного з найдавніших міст Малої Азії..
33. АРИСТОВУЛ святий, його ж Павло святий у тому самому Посланні згадує, говорячи: «Вітайте вірних з дому Аристовула». Був єпископом у Британії і там по багатьох трудах і стражданнях помер.
34. ІРОДІОН святий, його ж у тому самому Посланні згадує Павло святий, говорячи: «Вітайте Іродіона, родича мого». Був єпископом у Патрах.
35. АГАВ святий, дар пророцтва прийняв. Його ж згадують Діяння Апостольські, що прийшов один з юдеїв, пророк на ім'я Агав, і, взявши пояс Павла, зв'язав свої руки й ноги і сказав: «Це говорить Дух Святий, мужа, що його ж є пояс цей, так зв'яжуть в Єрусалимі юдеї і передадуть у руки язичникам».
36. РУФ святий, його ж у Посланні до Римлян згадує Павло святий, говорячи: «Цілуйте Руфа, обраного в Господі». Був єпископом у Фівах, які в Елладі.
37. АСИНКРИТ святий, якого в тому самому Посланні згадано, був єпископом в Ірканії, землі Азійській.
38. ФЛЕГОНТ святий, у тому самому Посланні згадуваний. Був єпископом у Марафоні, граді Фракійському.
39. ЄРМ святий, якого в тому ж Посланні згадано, був єпископом у Філиполі.
40. ПАТРОВ святий, у тому ж Посланні згаданий, був єпископом у Неаполі і Путеолах.
41. ЄРМІЙ святий, якого в тому ж Посланні згадано, був єпископом у Далматії. Про цих п'ятьох, тут вкупі згаданих святих, пише разом Павло святий, говорячи: «Цілуйте Асинкрита, Флегонта, Єрма, Патрова, Єрмія».
42. ЛИН святий, його ж згадує Павло святий у Посланні другому до Тимофія. Був єпископом у Римі після святого апостола Петра.
43. ГАЙ святий, його ж у Посланні до римлян Павло святий згадує, говорячи: «Вітає вас Гай, гостинний мені і церкві усій». Був єпископом в Ефесі після святого Тимофія.
44. ФІЛОЛОГ святий, його ж у тому самому Посланні згадує Павло святий, говорячи: «Вітайте Філолога». Його поставив святий апостол Андрій єпископом у Синопі.
45. ЛУКІЙ святий, його ж Павло святий у тому самому Посланні згадує. Був єпископом у Лаодикії Сирійській.
46. ЯСОН святий, якого в тому ж Посланні згадано. Був єпископом у Тарсі.
47. СОСИПАТР святий, у тому ж Посланні згадуваний. Був єпископом в Іконії. Про цих трьох разом, поруч згаданих, пише Павло святий після Тимофія святого, говорячи: «Вітає вас і Лукій, Ясон, і Сосипатр, родичі мої».
48. ОЛІМПІАН святий, його ж Павло святий у тому самому Посланні згадує. Ідучи за святим апостолом Петром, присмертному стражданні його в Римі від Нерона посічений був, разом зі святим апостолом Іродіоном, як же пише Метафраст на день святих апостолів Петра і Павла.
49. ТЕРТІЙ святий, що записав Послання до Римлян, яке говорив святий Павло. У ньому ж сам себе згадує так: «Вітаю вас і я, Тертій, який писав послання це в Господі». Був єпископом, другим після святого Сосипатра, де ж і мученицький здобув вінець.
50. ЕРАСТ святий, його ж Павло святий у тій самій епістолії згадує, був дияконом і скарбником Єрусалимської церкви, а потім єпископом у Панеаді.
51. КУАРТ святий, якого у тій же епістолії згадано, був єпископом у Бейруті. Про цих двох святих разом Павло святий пише: «Вітає вас Ераст, міський скарбник, і Кварт, брат».
52. ЕВОД святий в Антіохії після святого апостола Петра був єпископом, його ж згадує святий Ігнатій Богоносець у Посланні своєму до Антіохійців, говорячи: «Згадуйте блаженного Евода, отця вашого, якого першим вам апостоли пастирем поставили».
53. ОНИСИФОР святий, його ж згадує Павло святий у другому Посланні до Тимофія, говорячи: «Хай дасть же милість Господь дому Онисифора, бо багато разів дав мені спочинок і вериг моїх не соромився». Був єпископом у Колофоні і в Киринеї.
54. КЛИМЕНТ святий, його ж згадує Павло святий у Посланні до Филип'ян. «Подвизалися, казав, зі мною і з Климентом». Був єпископом у Римі після святого апостола Петра і після єпископів Лина та Клифа. У вигнанні ж був у Херсонесі, помер страдницьки, утоплений в глибинах морських.
55. СОСФЕН святий, який після Криспа святого на чальником собору юдейського був, Павлом святим до віри навернений. Про нього ж сказано в Діяннях Апостольських: «Взяли ж всі елліни Сосфена, начальника собору, били перед судом». Його ж згадує і сам Павло святий вкупі зі собою в Посланні до Коринф'ян, яке починається так: «Павло, званий апостолом Ісуса Христа волею Божою, і Сосфен, брат». Був єпископом у Колофоні.
56. АПОЛОС святий, його ж згадують Діяння апостолів так: «Юдей же один, Аполос на ім'я, александрієць родом, муж учений, прийшов до Ефесу, сильний він у Книгах, він був навчений дороги Господньої, і, палаючи духом, говорив і учив пильно про Господа». Згадує ж і Павло святий у Першому Посланні до Коринф'ян: «Я, — каже, — посадив, Аполос напоїв, але Бог виростив». Був єпископом у Смирні перед святим Полікарпом.
57. ТИХИК святий, якого згадано в Діяннях Апостольських і в Посланнях Павла святого до Ефесян і Колосян: «А те, що, — каже, — про мене скаже вам Тихик, улюблений брат і вірний служитель у Господі, його ж послав до вас на це власне, щоб довідалися про нас, і щоб утішив серця ваші». І знову в Посланні другому до Тимофія: «Тихика ж послав в Ефес». Був єпископом Колофонським після святого Сосфена.
58. ЕПАФРОДИТ святий, його ж згадує Павло святий у Посланні до филип'ян, говорячи: «Вважав за потрібне Епафродита, брата і співробітника, і сподвижника мого, вашого ж апостола і служителя потребі моїй, послати до вас». Був єпископом в місті Адріака.
59. КАРП святий, його ж Павло святий у другому Посланні до Тимофія після святого Тихика згадує, говорячи: «Плаща його ж залишив у Троаді в Карпа, піди принеси до мене і книги». Був єпископом у Верії Фракійській.
60. КОНДРАТ святий, був єпископом в Афінах і Магнезії, де ж, слово Господнє проповідуючи, муками кінець прийняв від афінян при царі Адріані.
61. МАРК, він же і Іоанн, його ж Діяння Апостольські як сопутника Павла і Варнави згадують багато разів, як же тут: «Варнава ж і Савл повернулися у Єрусалим, виконавши службу, взявши з собою Іоанна, названого Марка». Був єпископом у Біблосі, що у Фінікії. Святий Марк звершив багато чудес і мав таку благодатну силу, що хворі зцілялися від самої його тіні.
62. ЗИНА святий, на якого казали Законник, тобто закону Мойсеевого учитель. Його ж Павло святий у Посланні до Тита згадує: «Зину Законника негайно вишли вперед до мене». Був єпископом у Діосполі.
63. АРИСТАРХ святий, його ж згадують Діяння Апостольські і Послання святого Павла до Колосян і до Филимона. Був єпископом в Апамеї Сирійській.
64. ПУД святий, його ж згадує святий Павло у Посланні другому до Тимофія: «Вітає тебе, — каже, — і Пуд». Був у Римському синкліті муж благочесний, приймаючи у дім свій зібрання святих апостолів Петра й Павла та інших вірних. Його ж дім перетворився через те на церкву, названу пастирською, у ній же і Петро святий, кажуть, священнодіяв.
65. ТРОХИМ святий, його ж Діяння Апостольські згадують, але і Павло святий у Посланні тому ж до Тимофія. «Трохима, — каже, — залишив у Мілеті хворого». Він з Пудом та Аристархом у всіх гоніннях за Павлом святим ішли, і, врешті, при усіченні його в Римі Нероном всі троє були усічені.
66. МАРК святий, племінник Варнави, був єпископом в Аполоніяді, його ж згадує Павло святий у Посланні до Колосян разом зі святим вищезгаданим Аристархом: «Вітає вас Аристарх, ув'язнений разом зі мною, і Марк, племінник Варнави».
67. АРТЕМ святий, його ж згадує Павло святий, пишучи до Тита: «Коли пришлю Артема до тебе». Був єпископом у Лістрах.
68. АКИЛА святий, його ж Діяння Апостольські й Послання Павлові згадують, єпископом в Іраклії був, в Азії ж і Ахаї проповідував Слово Боже і невірними убитий був.
69. ФОРТУНАТ святий, його ж Павло святий у Першому посланні до Коринф'ян згадує. Кончину блаженну в проповіді слова Божого прийняв.
70. АХАЇК святий, його ж разом із Фортунатом у тому ж Посланні до Коринф'ян Павло святий згадує: «Радію, — каже, — через прихід і Фортуната, і Ахаїка, бо вашу втрату заповнили, заспокоїли-бо мій дух і ваш».

### Ще два апостола
Тут лик повний закінчується святих сімдесятьох апостолів. До нього ж (за іншим зводом Євангельським, розповідають, явив Господь й інших сімдесят два) долучаються і ще два.
1. ДИОНІСІЙ святий Ареопагіт, його ж Діяння Апостольські згадують. Спершу в Афінах був єпископом, тоді в Галії проповідував Христа і там був усічений. А проте, що і цей є з того ж апостольського лику, свідчить Євсевій, єпископ Кесарії Палестинської. Про цих апостолів говорить таке: «Додав до них Ареопагіта одного, Дионісія на ім'я, він же через Павлову проповідь в Афінах до віри навернувся, як Лука в Діяннях Апостольських пише».
2. СИМЕОН святий, названий Нігер, його ж Лука святий у Діяннях згадує, говорячи: «Були, — каже, — деякі в Антіохії в церкві пророки й учителі: Варнава і Симеон, названий Нігер». А що і він є з того ж лику апостольського, свідчить Епіфаній святий, згадуючи його між апостолами. Ось-бо імена їхні згадує — Марка, Луку, Юста, Варнаву, Апелія, Руфа, Нігера [тобто Симеона Нігера] та інших сімдесятьох двох". Так Єпифаній святий пише, у двох словах нас запевняє: що лик цих святих апостолів містить у собі осіб сімдесят дві і що святий Симеон Ніґер є одним з того ж числа апостольського. Але і святий Іоанн Дамаскин в Октоїху п'ятого гласу у середу на вечірні після дванадцятьох апостолів собор сімдесяти і двох згадує, говорячи: «все хвальна десятка з двійцею виявилася досконалою, ввівши єдиннравний собор сімдесяти двох». їхніми ж усіх благодатними святими молитвами щоб і ми сподобилися в зібранні святих бути звання небесного причасниками і розуміти Превишнього апостола й Архієрея віри нашої Ісуса Христа, хвалячи Його з Богом Отцем і святим Духом на віки віків. Амінь.

## Інші рівноапостольні
Відомо ж хай буде, що, окрім усіх цих описаних тут святих апостолів, може знайтися і ще більше сучасників, рівноапостольних святих, як свідчить про те Євсевій, Кесарії Палестинської єпископ, який у Книзі своїй першій, у главі дванадцятій пише таке: "Ім'я кожного [із дванадцятьох] апостолів Христових достатньо з Євангельських свідчень кожному відоме, а про сімдесят апостолів жодного каталогу точного ніде не зустрічається. Якщо ж захочеш роздивитися, то більше ніж сімдесят легко знайдеш, одного тримаючись свідчення Павла святого, що в Першому посланні до Коринф'ян говорить: «Явився [Христос після воскресіння Свого] Кифі, тоді одинадцятьом, потім же явився більше як п'ятистам братам одного разу. З них же багато живе досі, деякі ж спочили». З таких багатьох, які трудилися у Благовісті Христовому, того ж часу в первісній Церкві, які різні краї вірою просвітлювали, подібно до апостолів, є самого апостольського імені достойні, деякі ж осібно хай тут будуть згадані.
- ЛАЗАР святий, який чотири дні мертвий був, і Господь його воскресив. Разом зі святими апостолами прийняв Духа Святого, що у вогненних язиках зійшов. Коли ж було гоніння велике на Церкву Єрусалимську, після убивства Стефана, вигнаний був за межі юдейські і в човні без весла на море пущений з Максимином святим, учнем Господнім, і з Келидонієм святим, що від народження був сліпим, але Господь його просвітлив. Припливши, за Божим скеруванням, в Масилію, там по-апостольськи сам той Лазар святий Христа проповідував, тоді на острові Критському в граді Кутійському епископував, там переставився, де ж і святе його тіло після багатьох років було знайдене в ковчезі мармуровому з написаними словами: Лазар, чотириденний друг Христовий. Максимин же святий у Ливії, так названому граді, що в Галії, першим був єпископом і проповіді апостольської виконавцем. Там же і Келідоній святий, єпископовий співпомічник до проповіді апостольської, зі святим Максимином перебував, де ж з миром спочив і в деяких істориків до лику святих сімдесяти двох апостолів як один з них зарахований.
- ЙОСИФ святий з Аримафеї, який учився в Ісуса і пречисте Його Тіло в Пілата випросив. Також заздрісними юдеями з меж їхніх вигнаний, в Англії Христа проповідував, де ж і переставився і як апостол від людей того краю шанований.
- НИКОДИМ святий, який приходив на науку до Ісуса вночі і дав добру раду, щоб не осуджувати його перед тим, як почути від нього і зрозуміти діла його. Потім же і Тіло Ісусове з Йосифом чесно з пахощами поховав. Також від юдеїв за віру в Христа і проповідь апостольську у вигнанні постраждав.
- ГАМАЛИЇЛ святий, учителем був святого апостола Павла і раду благочестиву юдеям про проповідь апостолів святих дав: "Якщо від Бога є діло це, не можете зруйнувати його. Після цього явив Христа, у Нього ж вірив, проповідував по-апостольськи. І вигнаного за проповідь Никодима святого ховав у себе, його ж до кінця життя прогодувавши, поховав поблизу святого першомученика Стефана.
- ЄВНУХ Кандаки-цариці святий, Филипом святим на дорозі охрещений. І царицю ту до Христа навернув. Був першим проповідником Христовим в Ефіопії й апостолом Ефіопським названий. Помер мученицькою смертю.
- ЗАКХЕЙ святий, який приймав у дім свій Господа, радіючи, і від Нього: «Сьогодні на дім цей спасіння прийшло» чув. Після Вознесіння Господнього пішов за Петром святим, ним же єпископом Кесарії Палестинської поставлений, апостольськи Христа проповідував.
- КОРНИЛІЙ святий, сотник, Петром святим хрещений, ним же у тій же Кесарії після святого Закхея єпископом поставлений, його ж дім перетворений на церкву.
- ЛОНГИН святий, сотник, який при хресті Господньому увірував і воістину, що Сином Божим є Ісус, сповідав. Тоді і про воскресіння Його свідчив. І після цього в Кападокії Христовим проповідником й апостолом був. Мученицьки постраждав.
- ІТНАТІЙ святий Богоносець, його ж Господь дитиною прийняв на руки свої. Був після святого Петра в Антіохії єпископом. Апостольськи проповідував Христа. За Нього ж і постраждав у Римі, левам відданий на поїдання.
- ПОЛІКАРП святий, єпископ Смирни. Його ж блаженний Симеон Метафраст у житії святого Ігнатія Богоносця явив, апостолом божественним називавши. Пише так: «Зупинився, каже, у Смирні, там вітав [святий Ігнатій] святого Полікарпа, божественного апостола, Смирнського єпископа, співучня свого».
- АРИСТОН святий, єпископ тої ж Смирнської церкви. Учень Господній з тих, що після дванадцятьох апостолів були. Згаданий у книгах святого Папія, єпископа Ієрапольського, який зразу після апостолів жив, про що пишуть історики церкви: Никифор у Книзі З, у Главі 20, і Євсевій також у Книзі 3, у Главі 33.
- ЄРОФЕЙ святий, якого святий апостол Павло віри навчив і єпископом поставив в Афінах. Він на Успіння Пречистої Богоматері в Лиці святих апостолів по повітрі принесений був.
- АНТИПА святий, єпископ Пергамський, апостольською про Христа проповіддю свідчивши, постраждав. Про нього ж сам Христос Господь в Одкровенні святого Іоанна Богослова явив, говорячи: «Антипа, свідок Мій вірний, вбитий був».
- ДИМИТРІЙ святий, про нього ж святий Іван Богослов у Посланні своєму третьому написав: «Про Димитрія свідчили всі, і сама правда, і ми свідчимо, і знаємо, що свідчення наше правдиве». Був єпископом у Філадельфії, краї Азійському.
- Згаданий ще в Діяннях апостольських МНАСОН Киприянин, давній Господній учень, про нього ж пише Лука святий таке: «Прийшли з нами деякі учні з Кесарії, ведучи з собою якогось киприянина Мнасона, що ми в нього ж оселитися мали». Крім того, цей давній учень Господній Мнасон може комусь видаватися тим самим, що і Ясон.

Ці-бо й більше, окрім сімдесятьох апостольського Собору, давні учні Господні, сучасні апостолам, співпроповідники їхні святі, були хіба з числа тих згаданих понад п'ятисот братів, які воскреслого Господа бачили. їх же всіх імена якщо не тут, на землі, у книгах, то на Небесах точно написані. Як же пише Павло святий до Филип'ян у главі 4: «Ті, що у благовіствуванні подвизалися зі мною, — казав, — і з иншими співробітниками моїми, їх же імена у книзі життя». А в сказанні під іменем святого Дорофея, про сімдесятьох апостолів написаному, деяких тих же імена даремно повторюються. Замість них принаймні з цих вищеназваних згаданий хтось міг би бути.
Хай відомо також буде, що у сказанні тому під іменем Дорофея написано багато такого, що, як було сказано, має в собі сумнівне. Чотирьох із сімдесяти апостолів імена марне повторюються: Іродіона названо двічі, ніби з Павлом святим був, як Родіона його ж не згадав Павло святий ніде, лише Іродіона, і знову Аполоса, Тихика й Аристарха — їх же по одному тих самих, а не інших згадує святий Павло.
У тому ж сказанні чотирьох імена у двох з'єднані виявляються: Клеопа із Симеоном, Крисп же із Крискентом. Написано-бо, ніби Клеопа той же був, що й Симеон. Але достовірні історики церковні давні Євсевій, прозваний Памфіл, і Никифор Каліст Ксантопул, і від них наведене свідчення найдавніших євангелістів, а після них і Георгій Кедрин узгоджено пишуть, що Клеопа був молодшим братом святого Йосифа Обручника, Симеон же — родич Господній [якщо ж і згадується у Пролозі, що Симеон цей той же був, що і Симон, син Йосифа Обручника, як же Яків, Іосія та Юда, проте достовірні історики церковні вищеназвані говорять, що Симеон цей (родич Господній, єпископ другий після Якова Єрусалимський) — був сином самого Клеопи, брата Йосифа, брат же зведений, а не рідний Якова, сина Йосифового. А той Симон, син Йосифа, брат же рідний Якова, інший був [не згадуваний серед апостолів], про нього ж думають, що не прийняв Служби апостольської, як же брати його Яків та Іосія між сімдесятьма, а Юда [який же і Фаддей] між дванадцятьма, але хіба перед розсіянням апостолів по вселенній пішов з життя цього, як же й і ті учні Господні, про них же Павло святий: «Багато, — каже, — перебувають досі, а декотрі вже спочили». Те до розрізнення церковного належить, проте відомо, що інший був Клеопа [інший Симеон], а що написано, ніби Крисп, його ж Павло святий згадує у другому Посланні до Тимофія, був єпископом Галилейськит, то в Посланні тому згадано Криска, чи Крескента, єпископа Галатійського і Галійського, окремо ж інший Крисп, начальник синагоги, згаданий у Діяннях Апостольських і в Павловому Першому посланні до Коринф'ян. У томі) ж сказанні написано, що Кифа, йому ж Павло святий в Антіохії докоряв, був в Ікони єпископом, але Павло святий в Антіохії [як же пише до галатів] не іншому якомусь Кифі, наче був із сімдесятьох апостолів, лише самому верховному святому апостолові Петрові в лице докорив, що гріх по-поганськи жити. У тому ж іще сказанні написано, що одним із сімдесятьох апостолів був апостол Кесар, його ніби Павло святий згадував. Але Павло святий, пишучи з Риму до Филип'ян, згадує дім Кесаря в Римі — царював тоді Нерон, а не якогось учня Господнього на ім'я Кесар, як же про те пишуть святі учителі Золотоустий святий і святий Феодорит. З них перший: «Воскресив їх, — каже, — й укріпив [Филип'ян Павло], показуючи, що й царського дому проповідь торкнулася. Якщо-бо ті, що в царських палатах перебувають, усім знехтували заради Царя Небесного, то їм ще більше годилося б [Филип'янам] те чинити». Другий же, святий Феодорит: «Превелику, — казав, — їм утіху приніс, коли сповістив, що і в царських палатах панує Божестенне Євангеліє і нечестивого царя домашніх до Життя приводить». Так тлумачать учителі ті святі слова апостольські, що згадують Кесаря в Посланні до Филип'ян: «Вітають вас всі святі, а найбільше з Кесаревого дому. Благодать Господа нашого Ісуса Христа зі всіма вами». Амінь.